# Ažuožeriai
Ažuožeriai (talvolta Užuožeriai) è una città del distretto di Anykščiai della contea di Utena, nel nord-est della Lituania. Secondo un censimento del 2011, la popolazione ammonta a 383 abitanti.
Gli abitanti si occupano principalmente di agricoltura: i paesaggi sono incantevoli e il clima è mite in estate, periodo in cui ci è la massima attivazione da parte dei locali nella gestione delle coltivazioni.
Non è molto distante da Anykščiai.

## Storia
Durante il periodo dell'Impero russo, il nome del villaggio fu cambiato in Zaoziory e Priozercy (due nomi perché il villaggio fu diviso in due parti).
Nel periodo tra le due guerre mondiali, diversi Pavasarininkai erano attivi nel villaggio: con tale denominazione si indicava l'organizzazione operativa dal 1912 al 1940 formata da ribelli contrari prima all'occupazione dell’Impero russo e poi quella sovietica: ad essi si affiancarono i combattenti detti Fratelli della foresta che furono tacciati come nemici dell’URSS e repressi dall’NKVD: una volta sradicati, furono esiliati in Siberia.
La vecchia scuola elementare fu edificata nel 1954 e istruì gli allievi fino al 1997. Nel 1967 fu costruita una biblioteca, accompagnata nell'anno successivo da una Casa della cultura. Dal 1949 Il villaggio apparteneva alla fattoria collettiva di Anykščiai, per poi diventare autonoma qualche anno dopo fino al 1991, anno di indipendenza della Lituania. Gli insediamenti utilizzati precedentemente furono abbandonati. 
Il 31 luglio 1976 ad Ažuožeriai ha operato un laboratorio di maestri d'arte (36 partecipanti). Durante tale manifestazione, furono realizzati diversi monumenti in legno nei quartieri più popolosi. Tra gli anni Ottanta e il Duemila, gli artisti del movimento Fluxus organizzarono i festival AN-88, AN-89 e AN-97.

## Galleria d'immagini

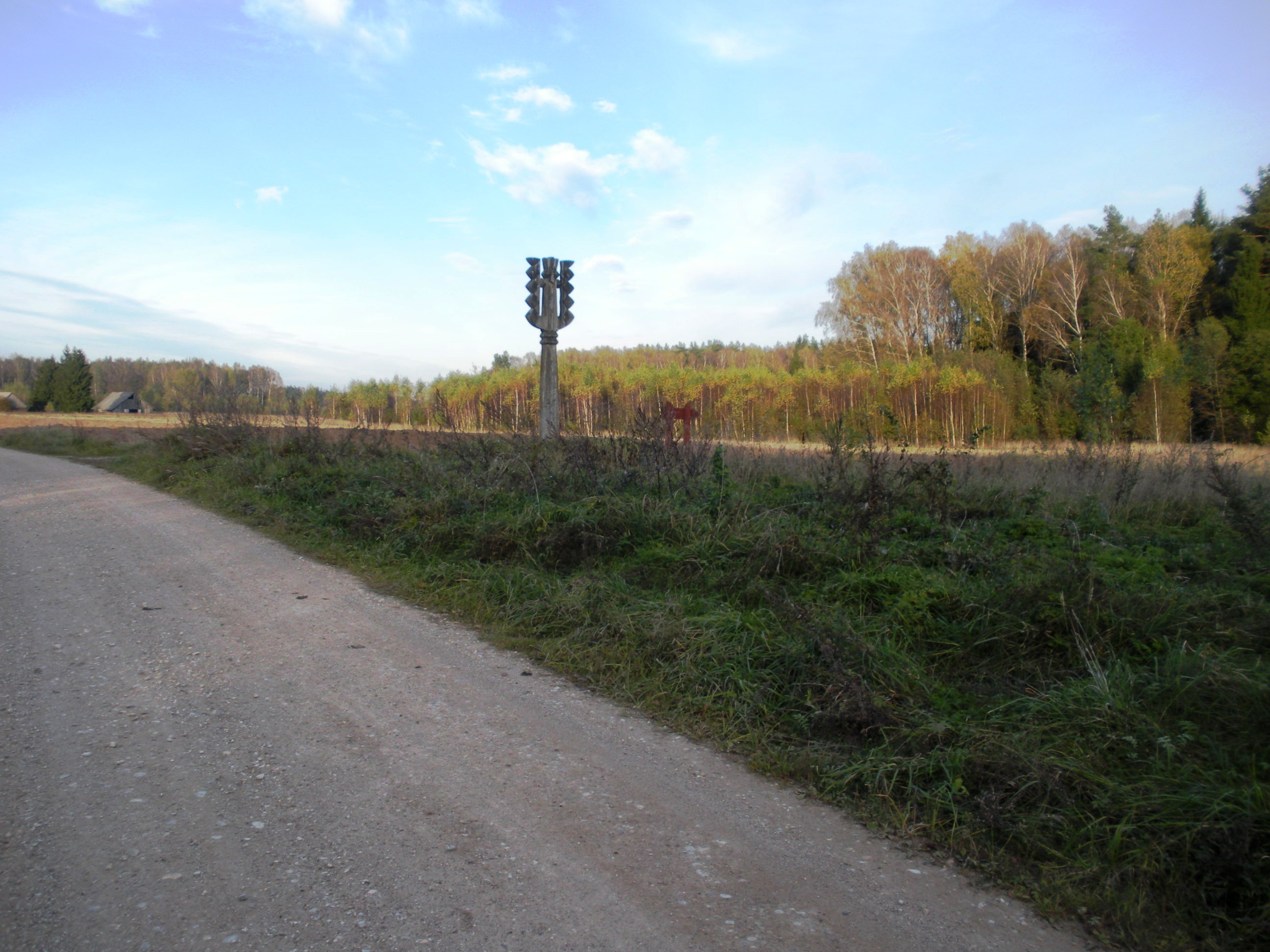
Un altro monumento eretto nel 1976
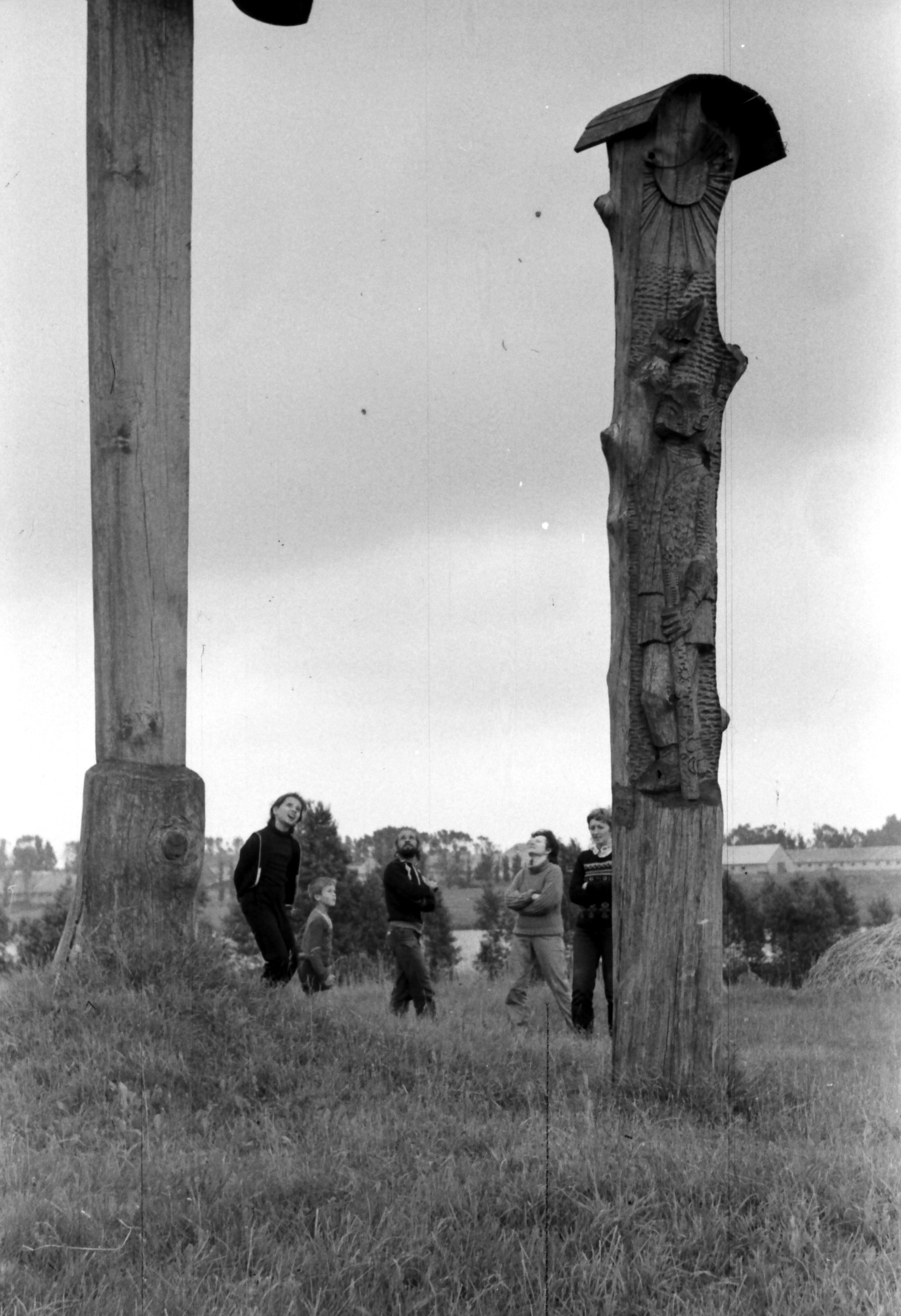
Tronco incavato che commemora e conserva i resti dell'astronomo Šmukštar resti presenti nella fattoria Gintaras Ruplėnas
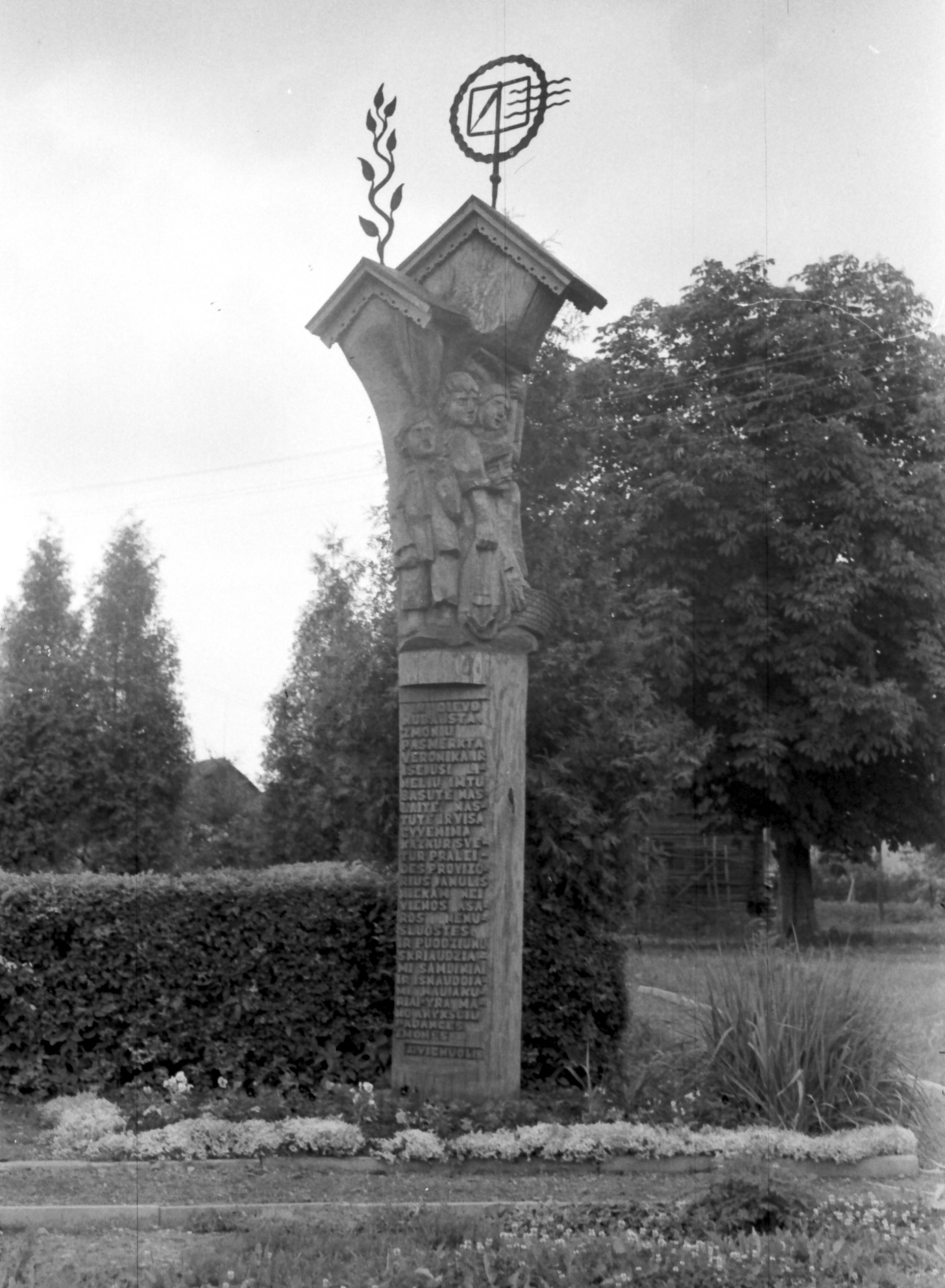
Lapide eretta nella fattoria dello scrittore Antanas Vienuolis
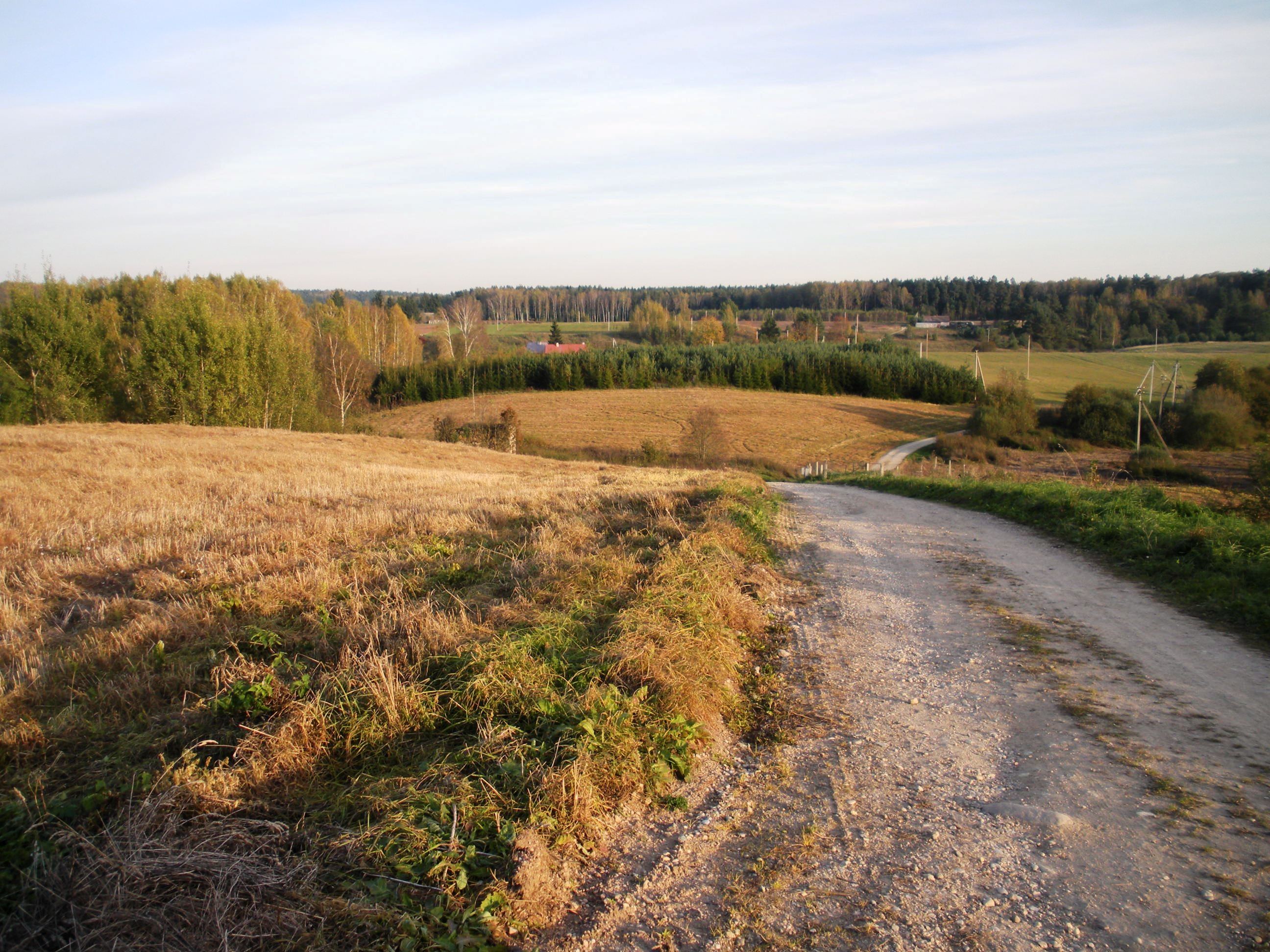
Tramonto in campagna